# Борегар (лагерь)
Лагерь Борегар (фр. Camp de Beauregard) — сборно-пересыльный лагерь Уполномоченного Совета Народных Комиссаров СССР по делам репатриации граждан СССР, существовавший в 1944—1947 годах в Ла-Сель-Сен-Клу в департаменте Ивелин вблизи Парижа.
В ноябре 1944 года в Париж прибыла Репатриационная миссия СССР во Франции, которая развернула в стране свыше 130 репатриационных лагерей (сборных пунктов). Главный из них расположился в замке Борегар в Ла-Сель-Сен-Клу. Там во время немецкой оккупации Франции располагался лагерь военнопленных, где к моменту освобождения в бараках жило более 400 советских пленных.
Через лагерь проходили как добровольно, так и принудительно возвращавшиеся в СССР бывшие военнопленные, в том числе и воевавшие в «маки»; остарбайтеры; сдавшиеся участники различных коллаборационистских формирований; бывшие солдаты армии Андерса, решившие вернуться в СССР.
В октябре 1947 года в Ницце в полицейский участок явился русский эмигрант Дмитрий Спечинский, который обвинял свою жену Софью Субботину в похищении его маленьких детей Марии, Ольги и Зиновия. По его словам, накануне, воспользовавшись тем, что мужа нет дома, Софья, не дожидаясь намеченного на декабрь бракоразводного процесса, исчезла вместе с детьми. По политическим причинам этим делом занялась не только французская полиция, но и контрразведка. Сотрудники контрразведки, прослушивая телефоны лиц, подозреваемых в причастности к похищению, установили, что Софья и дети находятся в лагере Борегар. После этого премьер-министр Франции Поль Рамадье распорядился провести обыск в этом лагере.
К операции было привлечено 400 жандармов и 150 сотрудников полиции, им было придано два танка. 14 ноября 1947 года при обыске в лагере действительно были обнаружены дети Спечинского. Суд передал Зиновия отцу, а дочерей — матери (сын Спечинского Зиновий и дочь Мария позже добровольно перебрались в СССР, а затем туда же прибыли Софья Субботина и Ольга). Также в лагере нашли несколько трофейных пулемётов и автоматов, гранаты. Лагерь был закрыт, из Франции выслали главу репатриационной группы полковника Филатова и 24 активистов эмигрантского «Союза советских граждан». Отношения СССР и Франции ухудшились.